# Joseph Baeten
Joseph Wilhelmus Maria Baeten (Alphen (Noord-Brabant), 8 april 1893 - Breda, 26 augustus 1964) was een rooms-katholiek geestelijke en bisschop van het bisdom Breda in de periode 1951-1962.
Na zijn priesterwijding in 1917 werd Jos Baeten kapelaan in Sas van Gent. Nadat hij in 1921 benoemd was tot secretaris van het bisdom Breda vervulde hij er verschillende bestuurlijke functies. In 1945 benoemde paus Pius XII hem tot coadjutor van Mgr. Hopmans en tot titulair bisschop van Dorylaeum. Op 18 februari 1951 werd hij als bisschop van Breda geïnstalleerd. Baeten koos als wapenspreuk Aurora consurgens, (Oprijzende Dageraad), een middeleeuwse eretitel voor Maria, die voorafgaat aan de komst van de 'Zon': Christus.
Baeten liet in zijn door de oorlog zwaar getroffen bisdom veel nieuwe kerken bouwen. Hij maakte nog net de eerste sessie (van vier) mee van het Tweede Vaticaans Concilie. Op 8 september ging hij officieel met emeritaat. Daarbij kreeg hij het titulaire aartsbisdom Stauropolis toegewezen, waardoor hij de rang van aartsbisschop verkreeg. Deze toen gebruikelijke 'promotie' is na het concilie afgeschaft.

## Baeten en seksueel misbruik in de kerk
- Baeten plaatste in 1956 een pedofiele pastoor van Texel over naar Hansweert. De pastoor beging in 1959 opnieuw een zedenmisdrijf, waarop hij de pastoor overplaatste naar een Gasthuis in Halsteren.[2]

- Biografisch Portaal: 68837832
- International Standard Name Identifier: 0000 0003 9526 7519
- Nederlandse Thesaurus van Auteursnamen: 074181173
- Virtual International Authority File: 289955271
- WorldCat: E39PBJkhHgdXb9mhcQ8wG6QTHC